# Charles Verrier
Pour les articles homonymes, voir Verrier.
Charles Claudius Germain Verrier, plus connu sous le nom de Commandant Verrier, né le 26 juin 1885 à L'Arba (Algérie), et mort le 20 décembre 1944 à Pluneret, est un officier de la résistance française.

## Biographie

### Carrière militaire
Employé de banque, il est mobilisé en 1914 et sert brillamment durant la Première Guerre mondiale dans les Chasseurs d'Afrique puis au 4e régiment de zouaves. Six fois cité, deux fois blessé et décoré de la Légion d'honneur, il est promu officier et poursuit sa carrière militaire après la guerre, notamment en Tunisie. Démissionnaire en 1924, il demeure officier de réserve. Mobilisé comme capitaine d'infanterie en 1939, il combat durant la campagne de France de 1939 à 1940. Fait prisonnier, son statut d'ancien combattant lui permet d'être libéré. Il entre en Résistance dans les rangs de l'ORA en 1943. Il est nommé responsable militaire du secteur de Vendôme et obtient le commandement du 2e bataillon du 4e Régiment d'Infanterie de l'Air sous les ordres du colonel Valin de La Vaissière, chef du régiment.
Le 11 août 1944, il participe à la libération de Vendôme aux côtés du colonel, puis à celle du nord du Loir-et-Cher, avant de partir le 22 novembre 1944 avec le 4e RIA sur le front de l'Atlantique, en direction de la poche de Lorient. Le colonel et le commandant entrent à Auray avec leur régiment et expulsent les Allemands de la caserne Du Guesclin, avant d'y prendre leurs quartiers. Le 19 décembre 1944, le colonel Valin de La Vaissière et le commandant Charles Verrier sont assassinés à Auray par Gustave Schneider, un résistant exclu du régiment et convoqué dans le bureau du colonel,. Mortellement blessé, Verrier succombe le lendemain.

### Famille
- Les fonderies Genevée : le 23 septembre 1916, Paul Genevée, sous-lieutenant d'artillerie et beau-frère de Charles Verrier, tombe au champ d'honneur au cours de la Première Guerre mondiale. Il était l'héritier direct de Pierre Genevée, fondateur des fonderies Genevée à Fréteval, qui demanda à ses gendres Henri Lambert et Charles Verrier de venir l'aider pour diriger la fonderie. Ce dernier quitte l'armée en 1924 et vient s'installer jusqu'en 1939 à Fréteval d'où il repartira sur le front pour défendre son pays, malgré son âge avancé.

- Colonel Jean-Pierre Verrier : né le 22 juin 1922, il est étudiant au lycée Ronsard de Vendôme et âgé de seulement 17 ans lorsque la Seconde Guerre mondiale éclate. Il participe activement à la lute et se voit confier quelques missions par Henri Drussy, alors maire de Blois à la tête d'un important réseau de Résistance. Mais insatisfait car souhaitant s'investir davantage, il part en Espagne début 1943. Arrêté à la frontière il reste trois mois en prison, évitant de justesse le camp de Miranda. Il est finalement affecté à la 1re Armée française en constitution et, plus tard, au 1er Cuirassier. Le 15 août 1944, il participe au débarquement de Provence à Saint-Raphaël. Avec sa section il remonte la vallée du Rhône avant d'être blessé fin novembre dans les Vosges. Il est hospitalisé sept mois à la suite de cette blessure et ne peut participer à la guerre d'Indochine. Jean-Pierre Verrier quitte l'armée en 1949, mais il est rappelé en 1956 pour commander un escadron du 8e régiment de chasseurs en Algérie où il reste jusqu'en 1962[6].

- Monseigneur Philippe Verrier : né à Vendôme en 1934, il fait ses études au lycée Ronsard, comme son frère, avant d'intégrer le grand séminaire de Blois. En 1959 il devient prêtre, puis jusqu'en 1998 aumônier au lycée Notre-Dame des Aydes à Blois où il enseigne les sciences physiques. Jusqu'en 2010 il est vicaire général, aujourd'hui Philippe Verrier est curé de Chambord, délégué épiscopal à la culture, président de RCF 41 et chapelain du pape depuis 1997. En 2015, il sort un livre intitulé Charles Verrier au Service de la France retraçant la biographie de son père[7].
- Daniel Verrier Engagé à 24 ans en Indochine, le Dinannais Daniel Verrier a été blessé deux fois au cours des affrontements. Il sera décoré de l'Ordre national de la Légion d'honneur aujourd'hui, au Monument Indochine.

Je voulais voir du pays. J'étais jeune, j'y croyais!», explique Daniel Verrier, à l'heure d'ouvrir sa boîte à souvenirs de guerre. À 83 ans, le Dinannais garde en mémoire tous ses faits d'armes, qui l'ont marqué jusque dans sa chair. Blessé par deux fois, Daniel Verrier conserve en lui une trace indélébile de son séjour indochinois. De cette époque, il a toujours une balle fichée dans la jambe. Soldats blessés de père en fils «J'ai été élevé dans l'histoire de France. Mon père a combattu en 14-18 et s'est rengagé en 1939, y compris dans la Résistance. Mon frère a combattu en 39-45, notamment dans l'armée de de Lattre», explique Daniel Verrier, qui a choisi la voie des airs, en 1948, en s'engageant dans les paras. Intimement liée à la guerre, l'histoire de la famille Verrier se nourrit de blessures. «En 1952, avec le 5e bataillon de parachutistes vietnamiens, le 5e Bawouan, j'ai été blessé à Na San, en pays Thaï. J'ai pris une rafale dans la jambe, fémur cassé. Blessé à la jambe, comme mon père à Verdun et mon frère en 1945. J'ai été blessé une autre fois, en 1953, à Muong Phan, dans la plaine des Jarres. J'ai été rapatrié par hélicoptère. J'ai encore une balle enkystée dans le genou. Pendant longtemps, cette balle faisait sonner les portiques aux caisses des magasins!», précise Daniel Verrier. «J'ai vu des choses incroyables» «Mon baptême du feu, c'était au moment du repli d'Hoa Binh. Là-bas, j'ai vu des choses incroyables. Les Viets avaient pris trois de nos Vietnamiens, qu'on a retrouvés empalés, au-dessus d'une piste», se souvient l'ancien para, qui avoue avoir été impressionné, par une femme. «J'ai vu une infirmière ambulancière prendre le fusil pour défendre son ambulance. Un sacré bonhomme!». À chaque lieu, sa surprise. «En descendant de Pleiku vers le poste des Trois-frontières, on s'est retrouvés nez à nez avec un tigre. Avec ma petite carabine, j'étais mal. Le tigre a été aussi surpris que nous. Il est parti, il ne devait pas avoir faim!». «En mémoire des camarades» Daniel Verrier vient d'être nommé chevalier de l'Ordre national de la Légion d'honneur. La remise de la décoration se déroulera aujourd'hui, au Monument Indochine. «Je pense à mon père, qui l'a reçue, sur un champ de bataille de Verdun. Je pense souvent également à ceux tombés en Indochine. Je reçois cette décoration en mémoire des camarades», conclut Daniel Verrier, qui garde, malgré les douloureux épisodes, un bon souvenir de sa jeunesse passée dans l'ancienne Indochine.

## Hommages

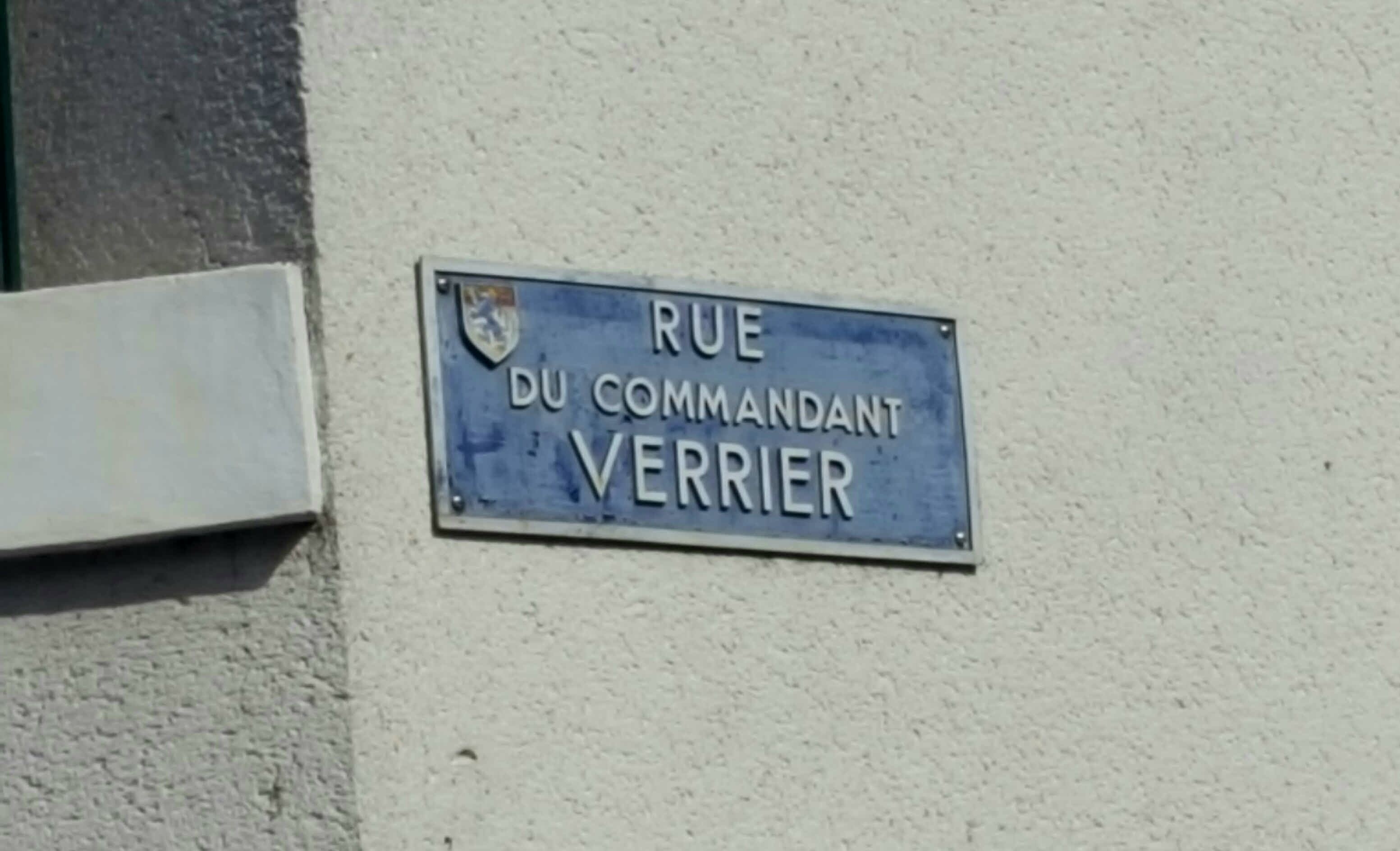
Plaque de rue à Vendôme.

- Une rue et une impasse de Vendôme portent son nom.
- Un monument à sa mémoire a été érigée le long de l'avenue Gérard Yvon à Vendôme.
- Son portait fait partie du « parcours de mémoire » réalisé par la ville de Vendôme rendant hommage à ses résistants.